# Sneglu-Halle
Sneglu-Halle (Sneglu-Halli) eller Gröt-Halle (Grautar-Halli) var en isländsk skald och skämtare, som under några år på 1050-talet uppehöll sig som en slags diktande hovnarr i den norske kungen Harald hårdrådes hird.

## Levnad
Halle är huvudpersonen i Sneglu-Halles saga (Sneglu-Halla þáttr), som finns i ett par versioner; den längsta i Flateyjarbók, en kortare i Morkinskinna och Hrokkinskinna. Sagan är anekdotisk, det vill säga den består av en uppräkning episoder som skalden sägs ha varit med om, i synnerhet under tiden vid Harald hårdrådes hov. Däremot nämns ytterst få biografiska uppgifter. Vi får veta att Halle kom från ett fattigt hem i trakten av Fljót vid Skagafjorden inte långt från Svarfaðardalur på norra Island, att han sedan barndomen var bekant med kung Haralds ”huvudskald” Tjodulf Arnorsson, som kom från samma trakt, samt att Halles far hade blivit dräpt då Halle var barn, och att hans fränder då övertog målet och ingick förlikning å gossens vägnar. Tydligen ville man förhindra att Halle skulle växa upp med blodshämndsplikt.

### Halle och hovskalden Tjodulf
Att Halles släkt inte omtalas kan betyda att han var lågättad. Det var kanske Tjodulf också – även om han i sagan får en mer aristokratisk framtoning, vilket kontrasterar mot ”plebejen” Halle. Tjodulf var den elegante hovskalden som såg diktandet som ett högre kall och vägrade att befatta sig med ”låga ämnen”. Halle å sin sida diktade gärna om vad som helst, och några av hans verser ”tillhör det mest skabrösa som finns bevarat från Nordens forntid”.
Tjodulf föraktade Halle, som han såg som en pajas, och gjorde sitt bästa för att misskreditera honom inför kung Harald. Men Halle, som var snabbtänkt och slängd i käften, lyckades alltid vända sådana verbala angrepp till sin fördel. I slutändan var det ständigt han som fick skrattarna på sin sida.

### Halles person
Halle ”var en duktig skald och en stor ordfinnare”, står det i sagan. Han kunde vara bitsk och hänsynslös i sina ordval, men hans elakheter var självförsvar och han angrep aldrig de svaga. Dvärgen Tuta – som levde på att bli utskrattad för sitt utseende – tyckte mycket om honom. Däremot retade han ibland upp kung Harald som hotade att dräpa honom. Men Halle bekymrade sig inte, och kungen besinnade sig. Kanske insåg han att hovet skulle ha blivit tråkigare utan sin pajas.

### Halle som improvisatör
Att Halle på stående fot kunde dikta visor framgår av åtskilliga episoder. En dag då kungen var särskilt vred på honom bad han dvärgen Tuta bära fram ett fat med en stekt spädgris till Halles bord. (Halle hade tidigare klagat på kungens mathållning.) ”Be honom dikta en visa om han vill behålla livet, men den ska vara klar innan du kommer fram till honom, och du får inte varna honom förrän du har kommit till mitten av golvet.” Dvärgen protesterade, men det fick bli som kungen sagt. Halle reste sig genast, då dvärgen framfört sitt budskap, och kvad på klingande drottkvätt:
| Grís þá greppr at ræsi gruntrauðustum dauðan, Njörðr sér börg á borði bauglands fyr sér standa. Runa síður lítk rauðar, ræðk skjótgöru kvæði, rana hefr seggr á svíni, send heill, konungr, brenndan. | Skållad grisstek skall på sin skald den sveklöse ösa; guldfältets Njord ser galten grina från disken fina. Röda randfläsket glöder, rappt får grisen sin visa, brynt har köksdrängen trynet. Tack, kung, för gåvan vackra! |  |

Då fick Halle nåd, ty kungen tyckte att visan var väl kväden.

### Halle och överheten
Hur Halle överlistar och gör narr av överheten är ett bärande tema i mycket som har berättats om honom.

#### Einar fluga
Einar fluga – Eyvind skaldaspillirs sonson – var en mäktig hövding, översittare och dråpsman, som var ökänd för att aldrig betala böter för dem han slog ihjäl. Men när Halle fick veta att Einar hade dräpt en islänning beslöt han att sätta honom på plats. Lögnaktigt påstod han att den dräpte var hans bror och krävde gottgörelse. Einar skrattade ut honom, men då Halle berättade hur han i en dröm hade lärt sig niddiktningens konst av Torleif jarlsskald föll den vidskeplige Einar till föga och betalade mansboten. Berättelsen visar också vilket rykte som Torleif jarlsskald vid denna tid hade hunnit få genom sitt berömda jarlsnid.

#### Halle i England
Någon gång vid 1050-talets slut for Halle till kungen av England. Också vid detta hov hade isländska skalder hög status, men engelsmännen visste föga om skaldekonsten med dess uppbrutna ordföljd och invecklade kenningar. Den drapa som Halle förärade den engelske kungen var därför ”rena rappakaljan” (endileysa ein) – som han själv senare berättade – ty varför anstränga sig när hyllningsföremålet ändå inte fattade ett skvatt? Halle hade tänkt sig att snabbt kvittera ut skaldelönen och sedan återvända till Norge. Att stanna kvar och lära ut drapan var inte att tänka på, för då skulle nog bluffen ha avslöjats.
Kanske anade kungen ugglor i mossen ty han svarade: ”I så fall skall vi göra med kvädeslönen så som vi fick njuta av kvädet, för ingen lovprisning får vi av ett kväde som ingen minns och kan. Sätt dig nu ned på golvet, så skall jag låta hälla silver i huvudet på dig, och det som stannar kvar i håret skall du få.”
Halle bad då att först få förrätta sitt tarv. Då han återkom hade han smort in håret med tjära och därav format en skål, så det var många mynt som blev kvar i håret.
Vilken kung det var, som blev så grundligt lurad, är oklart. Flateyjarbók säger Harald Godwinson (Haraldr Guðinarson) – men när han blev kung var Halle redan död. Morkinskinna nämner inget namn, men enligt Hrokkinskinna skulle det ha rört sig om kung Játvarðr – alltså Edvard Bekännaren. Kanske spelar det ingen roll, för historien är nog ett påhitt.

#### Halle som sägengestalt
Även efter sagatidens slut på Island har det berättats sägner om Halle och överheten. För att belysa denna berättarkontinuitet infogade Guðni Jónsson en sådan sägen, nedtecknad av Guðmundur Þorsteinsson, som tillägg till Sneglu-Halla þáttr i åttonde bandet av Íslendingasögur (1947). Berättelsen liknar en Bellmanhistoria:
Halle skulle lära Harald hårdråde hur det gick till att klubba säl. Kung Harald fick spela säl och kröp ihop i gräset vid strandkanten, varpå Halle smög sig fram och lappade till honom med klubban. Kungen blev ursinnig, men lugnade sig och sa att det här måste vi göra om, så att jag är säker på att jag vet hur det går till. Men nu är det du som ska vara säl, sa kungen. Så blev det också. Men just som kungen höjde klubban för att drämma till, slingrade sig Halle med en smidig sälrörelse ned i vattnet och kom undan. —Varför ligger du inte still?, ropade kungen. —Det gör ingen säl som inte vill bli klubbad, svarade Halle.

## Tillnamnet
Tillnamnet Sneglu förklaras inte i källorna. Det kan ha med adjektivet sneglulegur att göra, som betyder att se bister eller ilsken ut. Men i sagan skildras Halle som glad och full av upptåg. Finnur Jónsson anknöt i stället till det gammalnorska ordet snegla som kunde betyda en tunn och mager person, vilket stämmer med sagans beskrivning av Halle som ”högrest, med lång hals, smala axlar, långa armar och fula lemmar”. 
Tillnamnet Grautar-Halli (Gröt-Halle) är mer lättbegripligt: Halle var förtjust i gröt, vilket flera gånger nämns i sagan, och han dog när han satt och slevade i sig gröt. Året bör ha varit 1065. Harald hårdråde var då ännu i livet och sa, när han fick dödsbudet, att Halle hade dött som han levat.

## Verk
Även om sanningshalten i många Halle-historier nog kan betvivlas, så råder intet tvivel om att Halle var en historisk person; något som också bekräftas av Skáldatal, som är en oberoende källa. Av den drapa som Halle enligt flera källor skulle ha diktat till Harald hårdråde finns dock ingenting kvar, men en halvstrof på fornyrðislag ur en annan möjlig hyllningsdikt till Harald har bevarats. Därutöver återstår elva strofer som diktats i anslutning till de händelser som omtalas i Sneglu-Halla þáttr och som också finns i sagan.